# 黒又川第二ダム
黒又川第二ダム（くろまたがわだいにダム）は、新潟県魚沼市、信濃川水系黒又川に建設されたダム。高さ82.5メートルのアーチ式コンクリートダムで、電源開発（Jパワー）の発電用ダムである。同社最初の揚水式水力発電所・黒又川第二発電所の上池を形成し、下池・黒又川第一ダム湖との間で水を往来させ、最大1万7,000キロワットの電力を発生していた。現在では揚水発電を行っておらず、黒又川第二ダムに自然流入する水のみで発電所を運用している。

## 歴史
魚野川の支流で破間（あぶるま）川に注ぐ黒又川では、電源開発によって1958年（昭和33年）に黒又川第一ダムが建設されていたが、引き続き1961年（昭和36年）、その直上流部へ黒又川第二ダムと黒又川第二発電所の建設に着手。豪雪で知られる土地であったが、わずか3年後の1964年（昭和39年）に完成した。現在、ダムを1基建設するのに20年以上要することを考えれば、異例の早さである。新潟県内には三面（みおもて）川の奥三面ダム（新潟県営ダム）と、カヅサ川（カッサ川）のカッサ川ダム（東京電力）、そして黒又川第二ダムの3基しかアーチ式コンクリートダムがない。電源開発はこの後、同じ信濃川水系の河川においては清津川上流にて、二居ダム・カッサダムを利用した大規模揚水発電所、奥清津・奥清津第二発電所を建設している。
ダム湖には黒又川の水のほか、破間川の支流・末沢川にある末沢川第二取水ダムから発電用水を確保している。ダム直下の黒又川第二発電所は、かつて下流の黒又川第一ダム湖を下池として揚水発電を行っていたが、現在は自流式発電を行っている。

## 周辺
黒又川第二ダム周辺は有数の豪雪地帯であり、冬季は積雪で通行できず5月中旬までダムには近づけない。さらに現在では、新潟豪雨と新潟県中越地震によって落石・崩落が起こり、黒又川第一ダムから黒又川第二ダム間は2004年（平成16年）以降災害通行止めとなっている。